# Pleurothallis pansamalae
Pleurothallis pansamalae är en orkidéart som beskrevs av Rudolf Schlechter. Pleurothallis pansamalae ingår i släktet Pleurothallis och familjen orkidéer. Inga underarter finns listade i Catalogue of Life.